# Kaija Parve
Kaija Helinurm, bis 1990 Kaija Parve, (russisch Кайя Ахтовна Парве; * 14. Juni 1964 in Tallinn) ist eine ehemalige Biathletin aus der früheren estnischen Sowjetrepublik, der heutigen Republik Estland. Sie startete zu ihrer aktiven Zeit für die Sowjetunion, heute ist sie estnische Staatsbürgerin. Mit sieben Weltmeistertiteln ist sie eine der erfolgreichsten Biathletinnen überhaupt.

## Karriere
Parve begann 1971 mit dem nordischen Skisport und wechselte zum Biathlon, als die ersten Biathlon-Weltmeisterschaften für Frauen 1984 geplant wurden. Ihre Trainer waren Helgi Kivi, Aita Pääsuke und Tõnu Pääsuke. Sie gehörte mit zu den ersten in dieser Sportart erfolgreichen Athletinnen. Bei den Weltmeisterschaften 1984 wurde sie Siebte im Sprint und Vierte im 10-km-Wettbewerb. In der Staffel gewann sie mit Wenera Tschernyschowa und Ludmilla Sabolotnjana ihren ersten Titel bei Weltmeisterschaften, danach holte sie  bis 1988 fünfmal in Folge Gold mit der sowjetischen Staffel. Auch in den Einzeldisziplinen war Parve erfolgreich: 1985 wurde sie Weltmeisterin im Einzel, 1986 im Sprint. Darüber hinaus errang sie 1985 im Sprint und 1987 im Einzel zwei Silbermedaillen.
Ihre beste Saison im Weltcup hatte Parve 1984/85 als Dritte der Gesamtwertung. Sie war damit die erste und bis zur Saison 1988/89 die einzige sowjetische Athletin, die eine Platzierung unter den besten drei Athletinnen des Gesamtweltcups erreichte. Parve wurde 1985 und 1986 jeweils zur estnischen Sportlerin des Jahres gewählt.

## Neben der Sportkarriere
Bereits 1982 hatte sie an der Pädagogischen Universität Tallinn eine Ausbildung zur Sportlehrerin begonnen und diese später abgeschlossen. Die erste ihrer beiden Töchter kam 1989 zur Welt. 1990 heiratete sie den estnischen Leichtathleten Marek Helinurm und nahm den Namen ihres Mannes an. Nach dem Ende ihrer sportlichen Karriere nahm sie eine Anstellung bei der estnischen Arbeitslosenversicherung an. Ihre Tochter Ulla-Maarit Helinurm ist ebenfalls international erfolgreiche Biathletin.